# محمد بن عبد العزيز الدباغ
محمد بن عبد العزيز الدباغ (1095 - 1131)[بحاجة لمصدر] كان عالم فقه وكاتب مغربي.

## الحياة المبكّرة
وُلد محمد الدباغ بمدينة فاس وهناك تربى وترعرع ودرس. تعودُ أصوله لعائلة كانت معروفة في مدينة فاس حينها.

## المسيرة المهنيّة
ألَّف محمد بن عبد العزيز الدباغ عددًا من الكتب طوال مسيرتهِ المهنيّة في مجال الكتابة والنشر ولعلَّ أبرز ما نشر كان كتاب «من أعلام الفكر والأدب في العصر المريني» وهو الكتاب الذي تناول فيهِ محمد بن عبد العزيز أشهر وأبرز علماء الفكر والأدب وغيرهم في العصر المريني. لقد شكّل هذا الكتاب أهمية خاصة لدى باحثي التراجم والأعلام وقت صدوره وفي الفترة التي جرى تداوله فيهاحيث يندرجُ ضمن نطاق مؤلفات التراجم وما يرتبط بها من فروع الفكر الاجتماعي والثقافة وهو النطاق الذي لم يكن مشهورًا حينها ولم تتمّ تغطيته بشكل كبير.

## قائمة أعماله
هذه قائمةٌ بأبرز أعمال الكاتب والأديب والفقيه المغربي محمد بن عبد العزيز الدباغ:
- من أعلام الفكر والأدب في العصر المريني[11]